# گرگ‌ماهیان
گرگ‌ماهیان (نام علمی: Anarhichadidae) نام یک تیره از راسته سوف‌ماهی‌سانان است.